# Hyundai Terracan
O Terracan é um utilitário esportivo de luxo do fabricante sul-coreano Hyundai, configurado para sete ocupantes, incluindo o condutor. Seu principal atrativo é o sistema de injeção de combustível chamado pelo fabricante de CRDI - Common Rail Direct Injection - que equipa a econômica motorização Turbodiesel de 2.900 cilindradas, resultando num conjunto bem mais silencioso e com menos vibrações dentro do habitáculo do veículo, aumentando assim o conforto principalmente em longas viagens.
O outro argumento de vendas do fabricante coreano Hyundai para os seus veículos em geral é a extraordinária garantia de 4 anos, sem limite de quilometragem, uma raridade no Brasil. Somente o sofisticado fabricante japonês Subaru oferece algo parecido no Brasil, algo bastante comum nas marcas de automóveis em Portugal.
O custo de aquisição era bastante competitivo, com uma boa quantidade de itens de conforto e segurança, como a ar-condicionado, ABS (anti-bloqueio), bancos em couro, direção assistida progressiva, duplo airbag, auto-rádio com leitor de CD, entre outros.
Suas vendas no Brasil foram baixíssimas, com menos de 1.000 unidades vendidas em todo o seu período de mercado aqui, sendo considerado um dos maiores fracassos da Hyundai Motors no Brasil.
Sua produção foi encerrada em 2007.